# Star Academy
Star Academy é um talent show com element is de reality show criado pela Endemol.
Transmitido em mais de 50 países, onde vários participantes com talentos musicais concorrem entre si para ver qual deles será o vencedor, através da avaliação de um júri e votação popular.
No Brasil, corresponderia ao programa Fama, exibido pela Rede Globo e em Portugal à Operação Triunfo exibido pela RTP1.